# Nasko Schelew
Nasko Schelew (bulgarisch Наско Желев; * 9. Januar 1960) ist ein ehemaliger bulgarischer Fußballspieler. Der Abwehrspieler, der mit Lokomotive Sofia den bulgarischen Landespokal gewonnen hat, spielte in Bulgarien und in Deutschland, wo er für den 1. FC Saarbrücken und den FC  08 Homburg in der 2. Bundesliga auflief.

## Sportlicher Werdegang
Schelew debütierte Ende der 1970er Jahre für Lokomotive Sofia in der Parwa liga. Mit dem Tabellendritten der Spielzeit 1978/79 zog er in der folgenden Spielzeit im UEFA-Pokal 1979/80 bis ins Viertelfinale ein, wo die Mannschaft gegen den VfB Stuttgart ausschied. Während die Mannschaft um Aleksandar Markow, Nikolay Donew, Jordan Stojkow und Angel Kolew in der Meisterschaft zunächst nicht an den Erfolg anknüpfen konnte, zog sie 1982 ins Endspiel um den Landespokal ein. Dort erzielten Bojtscho Welitschkow und in der Verlängerung Stojtscho Stoew die Treffer zum 2:1-Erfolg über Lokomotive Plowdiw. Im Europapokal der Pokalsieger 1982/83 war trotz eines 1:0-Hinspielerfolgs aufgrund einer 1:5-Niederlage im Rückspiel direkt in der ersten Runde gegen Paris Saint-Germain Schluss.
Im Januar 1988 schloss sich Schelew nach Erreichen der Altersgrenze für einen Wechsel ins westliche Ausland dem Zweitligisten 1. FC Saarbrücken an und trug untr Trainer Werner Fuchs in neun Spielen bis zum Ende der Spielzeit 1987/88 zum Klassenerhalt des Klubs bei. In der folgenden Spielzeit hatte er sich weitgehend als Stammspieler etabliert und bestritt unter Fuchs sowie dessen Nachfolger Klaus Schlappner 31 Saisonspiele sowie beide Relegationsspiele zur Bundesliga gegen Eintracht Frankfurt. An der Seite von Michael Nushöhr, Eugen Hach, Adrian Spyrka und Wenanty Fuhl waren Anthony Yeboahs zwei Tore zum 2:1-Erfolg im Rückspiel nach einer 0:2-Hinspielniederlage zu wenig zur Rückkehr ins deutsche Oberhaus. In der Spielzeit 1989/90 wiederholten die Saarländer den dritten Tabellenplatz, bei den Relegationsspielen gegen den VfL Bochum kam er jedoch trotz 33 Einsätzen in der regulären Spielzeit nur zu einem Kurzeinsatz im Rückspiel, als er nach der 0:1-Heimniederlage die zwischenzeitliche 1:0-Führung absichern sollte – keine zwei Minuten nach seiner Einwechslung erzielte jedoch Uwe Leifeld den Ausgleich, der das erneute Scheitern bedeutete. Während er 1990 kurzzeitig in der  bulgarischen Nationalmannschaft stand und zu zwei Länderspielen kam, rückte er in der Folgezeit zunehmend ins zweite Glied und wechselte letztlich zur von Dieter Ferner trainierten Reservemannschaft in die Oberliga Südwest.
Im Sommer 1992 wechselte Schelew zum FC 08 Homburg, bei dem er für die Oberligamannschaft vorgesehen war. Nach guten Leistungen reaktivierte Trainer Uwe Klimaschefski ihn im Februar 1993 für die Zweitligamannschaft. Bis zum Ende der Spielzeit 1992/93 bestritt er 16 Ligaspiele für die Saarländer, die auf dem 16. Tabellenplatz die Saison mit einem Punkt Vorsprung auf die Abstiegsplätze beendeten. Dabei zog er sich am letzten Spieltag beim 0:0-Remis gegen den MSV Duisburg einen Schien- und Wadenbeinbruch zu. Nach einer weiteren Saison bei der Amateurmannschaft wechselte er im Sommer 1994 zu den Sportfreunden Hostenbach, wo mit unter anderem Thomas Zechel, Eugen Hach, Lutz Schnürer und Michael Krätzer weitere ehemalige FCS-Spieler in der Verbandsliga Saar aufliefen.
Schelew trainierte später unter anderem bei Lokomotive Sofia und die bulgarische U17-Nationalmannschaft. Ab 2003 war Schelew unter seinem ehemaligen Mitspieler Eugen Hach Trainerassistent beim 1. FC Saarbrücken, im April 2004 mussten beide gehen. Im Dezember 2005 übernahm er die Trainertätigkeit beim Landesligisten FC Phönix Kleinblittersdorf, im März des folgenden Jahres trat er bereits wieder zurück.
1998 übernahm Schelew ein Restaurant in Saarbrücken, das er bis 2007 betrieb. Später betrieb er ab 2013 für drei Jahre ein Grillhaus im Nauwieser Viertel in der Landeshauptstadt.